# Registro Nacional de las Personas (Argentina)
El Registro Nacional de las Personas (RENAPER) es el organismo estatal que realiza la identificación y el registro de las personas físicas que se domicilien en el territorio o en jurisdicción de Argentina. Es un organismo autárquico y descentralizado, con dependencia del Vicejefatura de Gabinete del Interior, y ejerce jurisdicción en todo el territorio argentino.
El Renaper lleva el registro permanente y actualizado de los antecedentes personales de mayor importancia, desde el nacimiento ("partida de nacimiento") y a través de las distintas etapas de la vida, protegiendo el derecho a la identidad, de acuerdo a las inscripciones de los Registros Civiles provinciales, que gozan de autonomía.
El Renaper expide exclusivamente el Documento Nacional de Identidad (D.N.I.) y todos aquellos informes, certificados o testimonios de conformidad a la Ley 17.671, otorgados con base en la identificación dactiloscópica.
La sede central es en la Ciudad Autónoma de Buenos Aires, en la calle Tte. Gral. Juan Domingo Perón 664.
La producción y gestión de la distribución de los DNI, en la Planta de Prof. Dr. Pedro Chutro 2780, tiene certificación de política de la calidad bajo Norma IRAM - ISO 9001:2015.

## Historia
Hasta 1885 la responsabilidad del sistema de inscripción y registro de los datos de las personas recaía sobre la Iglesia católica, que mediante los “libros parroquiales” llevaba el registro de bautismos, matrimonios y entierros.
En 1885, durante la presidencia de Julio Argentino Roca, se creó el Registro Civil de la Ciudad de Buenos Aires y los Territorios Nacionales. La ley nacional entró en vigencia a inicios de 1886 y, desde entonces, el Estado comenzó a hacerse cargo de este registro.
La creación del Registro Civil en Argentina en 1885, durante la presidencia de Julio Argentino Roca, y las "Leyes Laicas" promulgadas en Chile entre 1883 y 1884, bajo el gobierno de Domingo Santa María, comparten una relación estrecha y un paralelismo significativo en el contexto de la secularización del Estado en América Latina durante el siglo XIX.
Los puntos clave de esta relación fueron:
1. Transición del control eclesiástico al estatal:
  - Antes de estas leyes, tanto en Argentina como en Chile, el registro de nacimientos, matrimonios y defunciones estaba en manos de la Iglesia Católica. Los "libros parroquiales" eran los documentos oficiales para estos actos de estado civil.
  - La creación de los Registros Civiles significó un traspaso fundamental de esta función vital de la Iglesia al Estado. Esto marcó un hito en la autonomía del poder civil sobre el religioso.
2. Contexto de laicización y separación Iglesia-Estado:
  - Ambos procesos se enmarcan en un movimiento más amplio de secularización que buscaba reducir la influencia de la Iglesia en la vida pública y fortalecer el rol del Estado como garante de los derechos y deberes de los ciudadanos.
  - En Argentina, la creación del Registro Civil fue parte de las medidas impulsadas por la Generación del 80, que promovía un Estado moderno y laico. Esto generó tensiones significativas con la Iglesia Católica. La Ley de Matrimonio Civil de 1888, posterior a la creación del Registro Civil, consolidó aún más este proceso.
  - En Chile, las "Leyes Laicas" fueron un conjunto de normativas impulsadas por el gobierno liberal de Domingo Santa María, que incluyeron:
    - Ley de Cementerios Laicos (1883): Rompió el monopolio eclesiástico sobre los entierros y estableció cementerios civiles.
    - Ley de Matrimonio Civil (1884): Reconoció la validez legal del matrimonio celebrado ante el Estado, despojando a la Iglesia de esta exclusividad.
    - Ley de Registro Civil (1884): Creó el organismo público encargado de registrar nacimientos, matrimonios y defunciones, quitando esta función a los párrocos.
3. Búsqueda de modernización y orden social:
  - En ambos países, la necesidad de contar con registros civiles confiables y unificados era crucial para la administración estatal, la elaboración de estadísticas demográficas y la garantía de derechos ciudadanos (como la identidad, la filiación y el acceso a la votación, como se vio con la Libreta de Enrolamiento en Argentina).
  - Los problemas de fraude electoral en Argentina, mencionados en la Ley 8.129, también impulsaron la necesidad de un registro civil robusto que permitiera la elaboración de padrones electorales precisos. Si bien la Libreta de Enrolamiento es posterior a la creación inicial del Registro Civil, se nutre y fortalece de la existencia de este último.
4. Enfrentamientos y tensiones:
  - La implementación de estas leyes no estuvo exenta de conflictos con la Iglesia Católica en ambos países. La Iglesia veía estas medidas como una intromisión del Estado en sus prerrogativas y un ataque a su autoridad moral y social.
  - En Chile, las Leyes Laicas generaron un fuerte quiebre en las relaciones entre el Estado y la Santa Sede.

La Ley 8.129, sancionada a fines del siglo XIX y principios del XX en Argentina, fue una respuesta directa a los problemas de fraude electoral que aquejaban al país. Su principal objetivo era crear la Libreta de Enrolamiento de Ciudadanos, un documento fundamental que buscaba modernizar y transparentar el sistema electoral.
Esta libreta estaba destinada a ciudadanos nativos y naturalizados mayores de 18 años. Cumplía una doble función crucial:
- Acceso al Padrón Electoral: La libreta era un requisito indispensable para que los ciudadanos pudieran ser incluidos en el padrón electoral, lo que les permitía ejercer su derecho al voto de manera más segura y controlada, combatiendo así el fraude.
- Servicio Militar Obligatorio: Además de su rol electoral, la libreta también garantizaba el cumplimiento del servicio militar obligatorio, un aspecto importante en la organización cívica y militar de la nación en ese período.

La normativa incluía algunas disposiciones particulares que reflejan las realidades de la época:
- Horarios Extendidos para el Enrolamiento: Para facilitar el proceso de enrolamiento general, el Artículo 2 de la ley establecía que los distritos militares y las oficinas del Registro Civil debían permanecer abiertos, además de los días hábiles, durante los domingos del último mes del período de enrolamiento. Esto buscaba asegurar que la mayor cantidad de ciudadanos pudiera realizar el trámite.
- Flexibilidad en el Requisito de Fotografía: Otro dato interesante era que la ley facultaba al Poder Ejecutivo a "dispensar del requisito de la fotografía del ciudadano en aquellos puntos en que sea materialmente imposible cumplirlo". Esta previsión reconocía las limitaciones logísticas y tecnológicas en ciertas regiones del país, donde el acceso a servicios fotográficos podría ser complicado.

En síntesis, la Ley 8.129 representó un avance significativo en la consolidación de un sistema electoral más justo y en la organización del servicio militar en Argentina, sentando las bases para futuras reformas y garantizando una mayor participación ciudadana.
La Libreta Cívica para la mujer en Argentina fue creada como resultado de la promulgación de la Ley N.º 13.010 de Sufragio Femenino, sancionada el 23 de septiembre de 1947.
Esta ley, impulsada por el gobierno de Juan Domingo Perón y con un fuerte apoyo de Eva Perón, no solo otorgó a las mujeres el derecho a votar, sino que también estableció la obligación de empadronarse y, para ello, se creó la Libreta Cívica como su documento de identidad indispensable para todos los actos civiles y electorales.
Hasta ese momento, las mujeres argentinas no contaban con un documento de identidad nacional, y la Libreta Cívica vino a suplir esa necesidad, equiparándolas en derechos y obligaciones cívicas a los varones que poseían la Libreta de Enrolamiento.
Durante el primer gobierno de Juan Domingo Perón, en 1948, se sancionó la ley 13.482, que creó el Registro Nacional de las Personas (RENAPER). 
En 1963 se dictó el decreto-ley 8.204, que estableció las actuales funciones del Registro del Estado Civil y de la Capacidad de las Personas, que son las de inscribir todos los actos y hechos que alteren o modifiquen el estado civil: nacimiento, matrimonio, defunción.
En 1968, durante el Gobierno del General Juan Carlos Onganía, se sancionó la ley 17.671 de “Identificación, Registro y Clasificación del Potencial Humano Nacional”. Asignó las competencias del RENAPER e instituyó el Documento Nacional de Identidad (DNI), vigente hasta la actualidad.